# Beau Hesling
Beau Fleur Hesling (Amsterdam, 6 mei 1987) is een Nederlands fotomodel, content creator en playmate.

## Biografie
Hesling's landelijke doorbraak kwam toen ze Playmate van de maand in de Playboy werd. Hierna verscheen ze in 2012 in liefst 30 edities wereldwijd, waaronder de Amerikaanse, waarvan zeven keer op de omslag. Daarnaast verscheen ze in september 2013 in de JFK Magazine met Johnny de Mol. In 2015 is Hesling tijdelijk gestopt met modellenwerk. En richtte zij zich op bloggen en het geven van voedingsadvies. Later was ze te zien in het RTL 5-programma Adam Zkt. Eva VIPS waar zij naakt op zoek ging naar de ware liefde en maakte ze de podcast Mama Matties samen met Diesna Loomans voor Podimo.
Hesling heeft drie dochters, waarvan twee met Robbie Pardoel (tweelingbroer van Gers Pardoel).
Beau Fleur maakt tegenwoordig kookvideo's op TikTok en Instagram onder de naam Beau Fleur Amsterdam.